# Parrucca

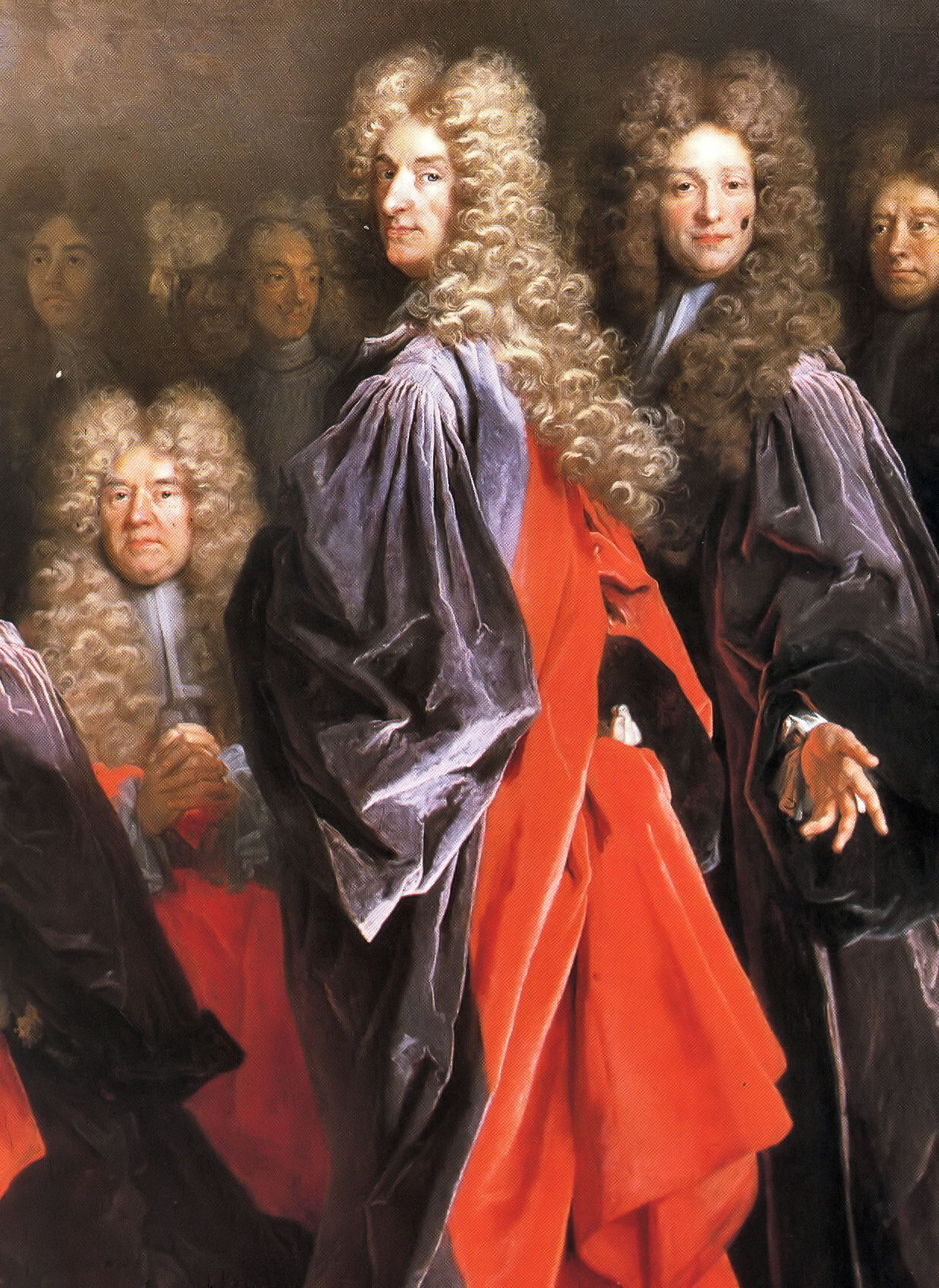
Parrucche barocche degli inizi del XVIII secolo

La parrucca è un copricapo che imita la presenza dei capelli. Viene usata per travestimento, per nascondere la calvizie o per moda. può essere costituita da veri capelli umani, da crini di cavallo o da capelli sintetici e si indossa per ragioni estetiche, di moda o religiose.

## Storia

### Nell'antichità

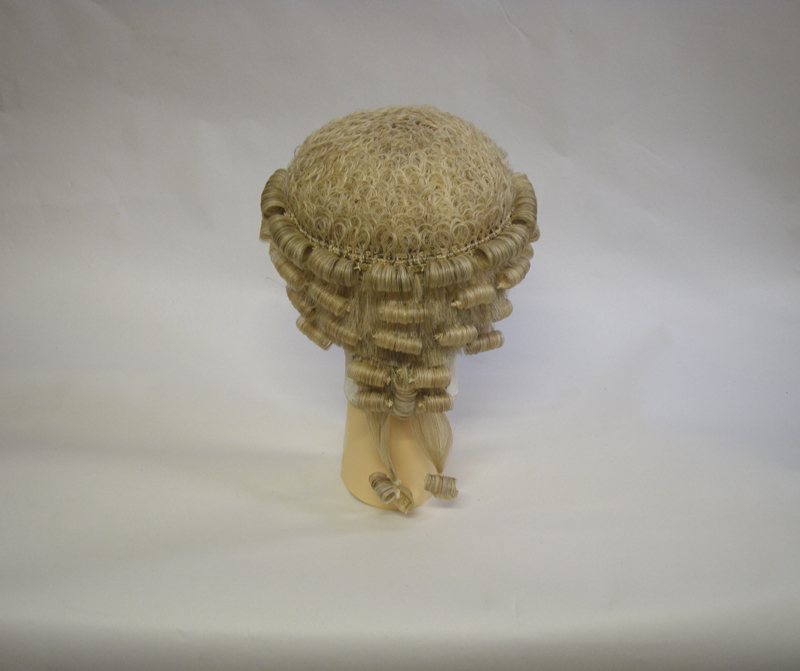
Parrucca d' avvocato (Museo di arte popolare di Nauplia)

Le parrucche sono state indossate per migliaia di anni, tanto che gli egizi, poiché avevano la testa rasata per motivi d'igiene, le indossavano per proteggersi dal sole e affinché il loro aspetto risultasse più imponente. Divenne anche un ornamento di lusso, tanto da venire indossata dal faraone o dalla famiglia reale, ma anche dalle altre classi abbienti. Altre popolazioni antiche come gli Assiri, i Fenici, i Greci e i Romani le utilizzavano.
Le parrucche sono un capo d'abbigliamento utilizzato principalmente nel mondo occidentale; erano usate raramente nell'Estremo Oriente a eccezione del teatro tradizionale della Cina e del Giappone.
Durante l'Impero romano le parrucche erano usate sia per motivi estetici che per esigenza di camuffamento e venivano prodotte usando i capelli delle schiave e le prigioniere. Si narra, per esempio, che Annibale portasse la parrucca perché calvo. Tito Livio attribuisce questo costume al fatto che il condottiero fosse costretto a camuffarsi spesso per riuscire a capire quali Galli, nelle sue armate, fossero a lui ostili. Caligola, narra Svetonio, sembra che amasse la notte vestirsi e camuffarsi con parrucca per poter frequentare luoghi malfamati.

### XVII e XVIII secolo
Dopo la caduta dell'Impero Romano, l'uso di parrucche venne abbandonato in Occidente per quasi un millennio. Dal XVI secolo ricominciò a essere usata come un mezzo per compensare la calvizie o come abbellimento. Servivano anche per funzioni pratiche; le condizioni non igieniche del tempo comportavano la presenza dei pidocchi, che potevano essere notevolmente ridotti se i capelli venivano rasati e sostituiti da una semplice parrucca artificiale.
L'uso di queste da parte delle case reali fu fondamentale per il successo che avrebbero avuto le parrucche. La regina Elisabetta I indossava una celebre parrucca rossa finemente elaborata e arricciata nello stile "romano", e il re Luigi XIII di Francia favorì l'uso delle parrucche tra gli uomini negli anni '20 del 1600.

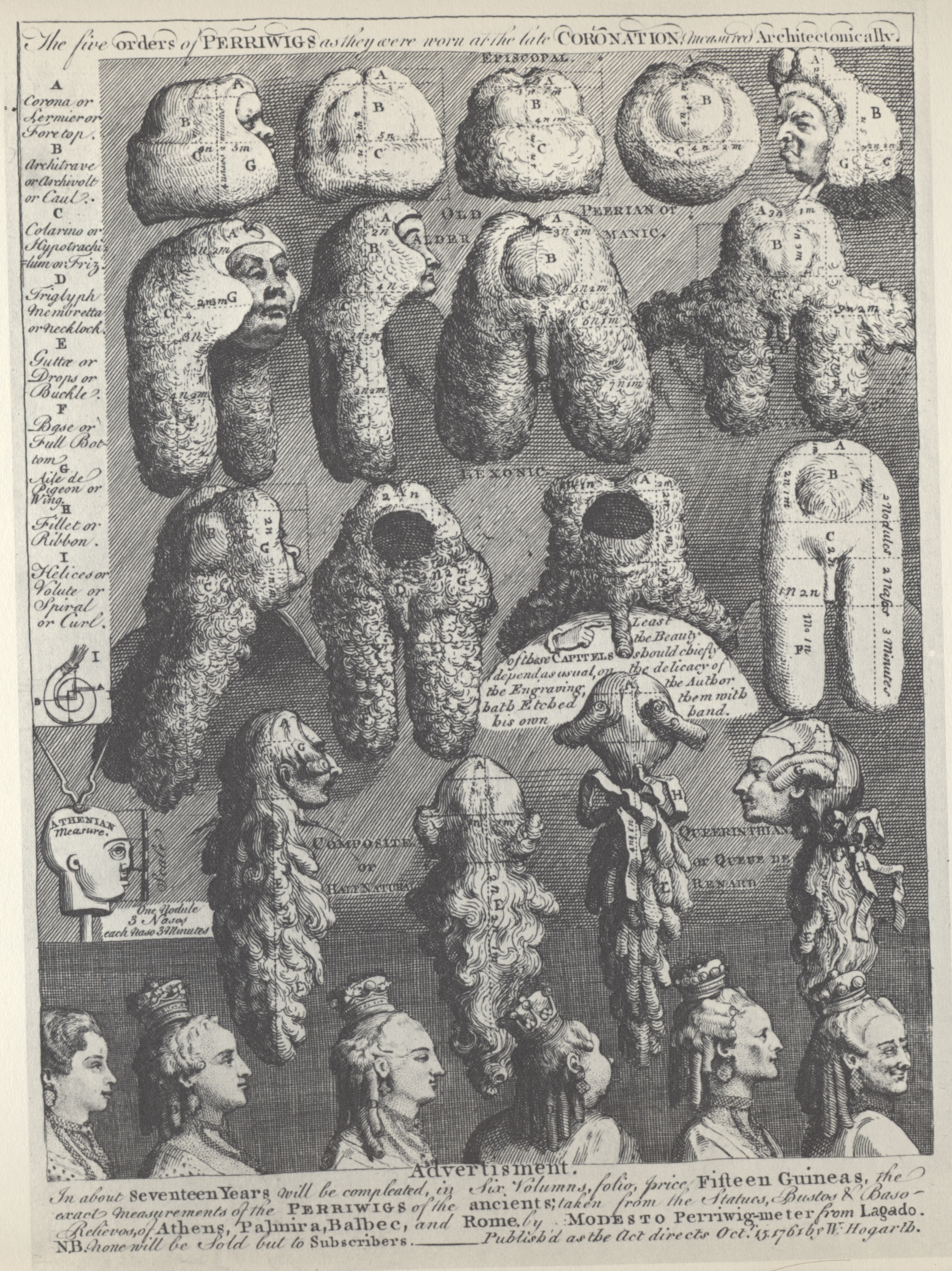
The Five Orders of Perriwigs, incisione del 1761 da parte di William Hogarth, che parla in modo sarcastico e scherzoso delle parrucche del '700

Le parrucche per gli uomini furono introdotte nel mondo anglosassone quando il re Carlo II riottenne il trono nel 1660, dopo un lungo esilio in Francia.  Il loro uso divenne presto popolare alla corte inglese. Con l'uso delle parrucche come uno "status symbol" da parte della nobiltà e della borghesia i parruccai (creatori di parrucche) ottennero un notevole prestigio.
Una gilda di parrucchieri venne creata in Francia nel 1665, uno sviluppo presto copiato ovunque in Europa. Il loro lavoro era complesso, poiché nel XVII secolo le parrucche divennero sempre più elaborate e lunghe fino a coprire il busto; difatti erano estremamente pesanti e spesso scomode. Erano molto costose da produrre specialmente se create con capelli umani, ma l'uso del crine di cavallo e di capra ma soprattutto di yak, era diffuso perché molto più economico.

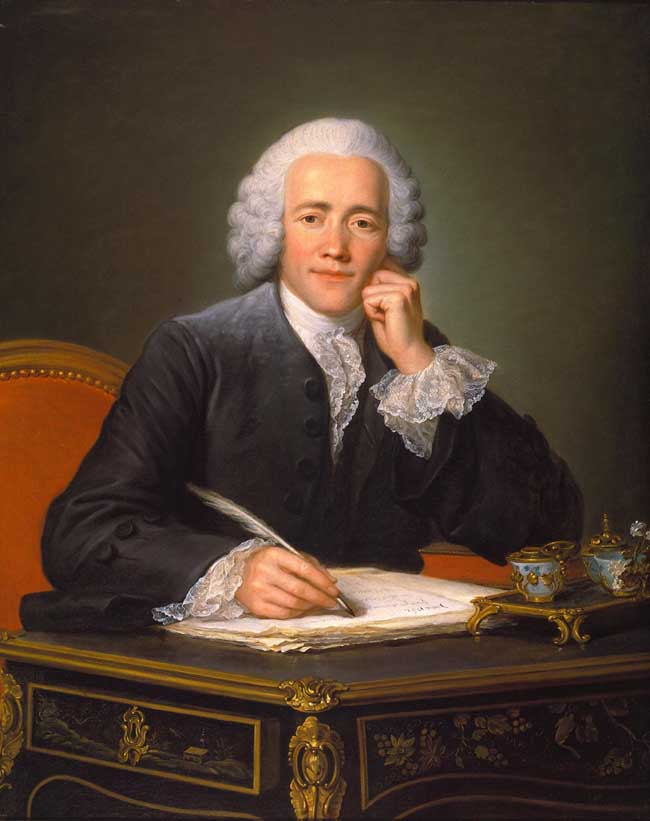
Una tipica parrucca maschile della seconda metà del Settecento

Nel XVIII secolo le parrucche ebbero la maggiore diffusione nel mondo occidentale. Queste venivano incipriate e quindi rese di un particolare colore bianco o grigio bianco. La cipria per parrucche era costituita di farina di riso o altre farine vegetali ed era profumata con varie essenze. La cipria poteva anche essere di colori diversi dal bianco ma le varianti non trovarono grande successo. L'incipriatura dei capelli divenne essenziale per le occasioni formali durante tutto il '700. Col passare degli anni, tuttavia, l'utilizzo di parrucche bianche in pelo di yak venne preferito all'incipriatura delle parrucche dato l'alto costo della cipria.
Negli anni '80 del '700 i giovani iniziarono a incipriarsi in maniera leggera direttamente i propri capelli raccolti usualmente in una coda di cavallo. Dopo il 1790 la cipria per parrucche andò scomparendo.
Durante il Settecento le parrucche abbandonarono gradualmente le esagerazioni seicentesche e diverse professioni le utilizzavano correntemente come divisa, in particolare nel Commonwealth ma anche nel resto dell'Europa. Bisogna ricordare che fino a date molto recenti sono state usate le parrucche nei tribunali di molti paesi come simbolo solenne.
Con la rivoluzione francese si assistette alla decadenza delle parrucche, considerate un simbolo di sfarzo e potenza aristocratica. Tuttavia anche molti rivoluzionari (come Robespierre) continuarono a usarle almeno fino al 1799 (la parrucca incipriata faceva parte dell'uniforme ufficiale dei capi del Direttorio), e rimasero in voga tra i nobili francesi fino alla Restaurazione, per poi decadere nell'uso dopo la morte di Luigi XVIII; infatti il nuovo re, suo fratello Carlo X, pur essendo molto tradizionalista, non utilizzò più la parrucca nei ritratti ufficiali.
Si assistette a un ritorno delle parrucche negli anni sessanta del Novecento.

### Le parruccheai giorni nostri[quando?]
Oggi le parrucche vengono indossate per i più svariati motivi sia occasionalmente che quotidianamente e può esserlo sia per ragioni di praticità, per esempio quando non si ha voglia o tempo per acconciarsi i capelli, che per necessità, quando l'assenza dei capelli richiede l'uso della parrucca come protesi.
Tralasciando qui l'approfondimento dell'uso di praticità o anche quello carnascialesco, approfondiremo, invece, l'uso che ai giorni nostri si fa della parrucca come protesi.
La perdita di capelli, sia da parte dell'uomo che della donna, può essere dovuta alla comunissima alopecia androgenetica che a causa di cure antitumorali (chemioterapia) che, infine, a causa della alopecia areata.
Nel caso di alopecia androgenetica, la calvizie si manifesta per gradi e molto lentamente. Ecco allora la necessità, quando se ne sente il bisogno estetico, di mascherare gli effetti della caduta con tutta una serie di interventi che possono spaziare da veri e propri interventi di microchirurgia di autotrapianto fino alla parrucca parziale o totale di tipo classico o di tipo molto sofisticato che viene letteralmente incollata sulla zona glabra del cranio.
Nel caso di calvizie repentine ed indotte come effetto collaterale di chemioterapia, l'uso della parrucca, specialmente indispensabile per una donna, è essenziale per una certa serenità estetica che favorisca la serenità complessiva, già fortemente minata dalla malattia che, oggi, sempre più evolve in modo positivo. Queste parrucche saranno generalmente di tipo classico, sia di capelli sintetici che naturali e montati su una retina e fornite di parti elastiche per meglio aderire alla testa.
Nel caso di alopecia areata, sia nel momento di massima manifestazione delle chiazze alopeciche che nel caso di Alopecia Totale (AT) o universale (AU) l'uso della parrucca come protesi è indispensabile per una donna e, a volte, di necessità molto sentita per gli uomini specie in età giovanile.
Nel Regno Unito e nell'Australia, la parrucca è spesso associata con la professione legale, e i giudici e avvocati negli due paesi continuano a portare parrucche. Nella Nuova Zelanda i giudici e avvocati hanno abbandonato l'uso della parrucca eccetto per funzioni cerimoniali, e in Canada i giudici e avvocati non portano parrucche.

## Tecniche costruttive

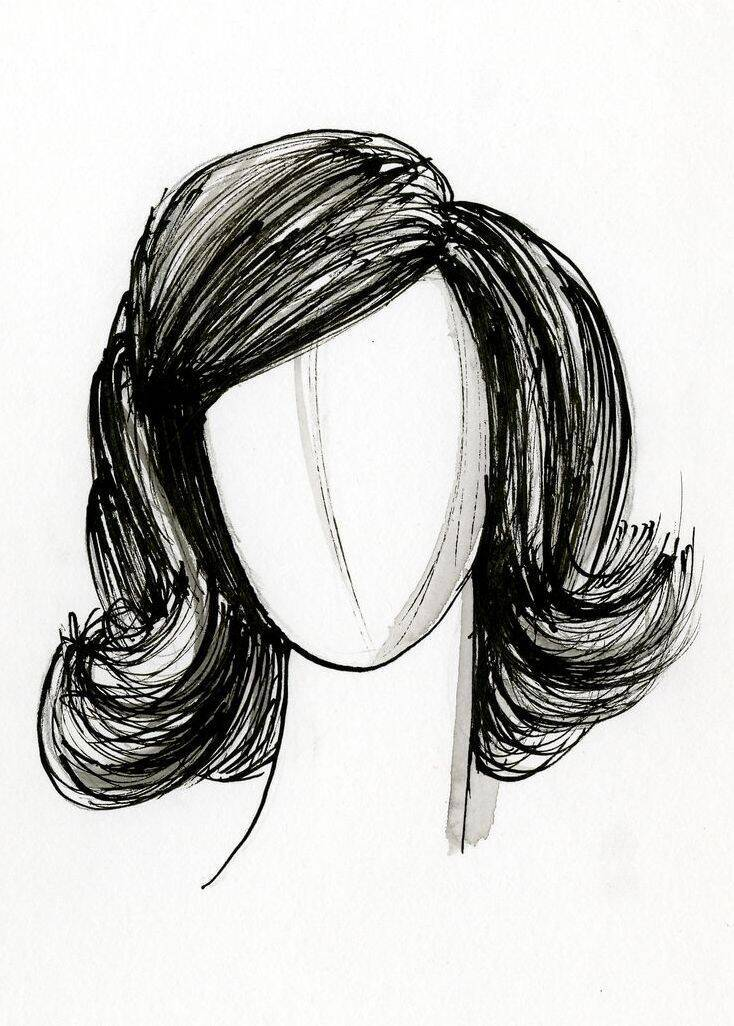
Disegno di una parrucca.

Una parrucca moderna può essere fatta sia di "capelli" sintetici che di capelli umani. Nel caso di capelli sintetici la fibra più pregiata è la monofibra che viene ancorata ad un supporto, generalmente in rete, che viene indossato al modo di una cuffia. Nel caso di capelli umani è importante la qualità e il tipo di lavorazione. Un capello umano può essere di tipo orientale o indiano, più spesso e di minor valore, oppure europeo, più pregiato. Può essere naturale e non trattato oppure decolorato, colorato, stirato eccetera e questo diminuisce la bontà del prodotto finale. Ad esempio, una parrucca bionda o castana può essere fatta con un capello indiano originariamente nero corvino ma, ovviamente, avrà una qualità inferiore di una parrucca prodotta con un capello naturalmente biondo e non decolorato né trattato in alcun modo.
Per quanto riguarda la lavorazione la parrucca può essere fatta a macchina o a mano, con nodi mono-capillari o pluri-capillari, prendendo cioè un capello alla volta o più capelli alla volta per fissarli alla retina di supporto. Meno capelli si prendono per punto di lavorazione, o nodo, e più l'aspetto sarà naturale. È estremamente importante la tecnica di assemblaggio che può essere principalmente di due tipi: con capelli tutti nella direzione naturale oppure, molto meno pregiata, con i capelli assemblati prendendoli dalla loro metà con il risultato che una metà del capello scende nella sua direzione naturale mentre l'altra metà è “contraria”.
Oggi, sulla spinta di protesi più “confortevoli”, esistono sul mercato diversi tipi di protesi con un supporto in poliuretano o siliconico che viene letteralmente incollato sulla cute.
Questi prodotti, che possono essere di una certa “comodità” per persone affette da alopecia androgenetica, in cui non c'è mai speranza di ricrescita, non sono assolutamente adatte a persone che soffrono di alopecia areata perché c'è sempre la possibilità di ricrescita anche spontanea (senza cure) e una protesi incollata potrebbe danneggiare il follicolo che decidesse di far ricrescere il suo pelo.
Alcuni tipi di collanti permettono di tenere la protesi per circa quaranta giorni sul capo senza distaccarsi. Parliamo di collanti tecnologici e medicali che possono essere usati anche con temperature esterne molto alte, senza dare problemi.

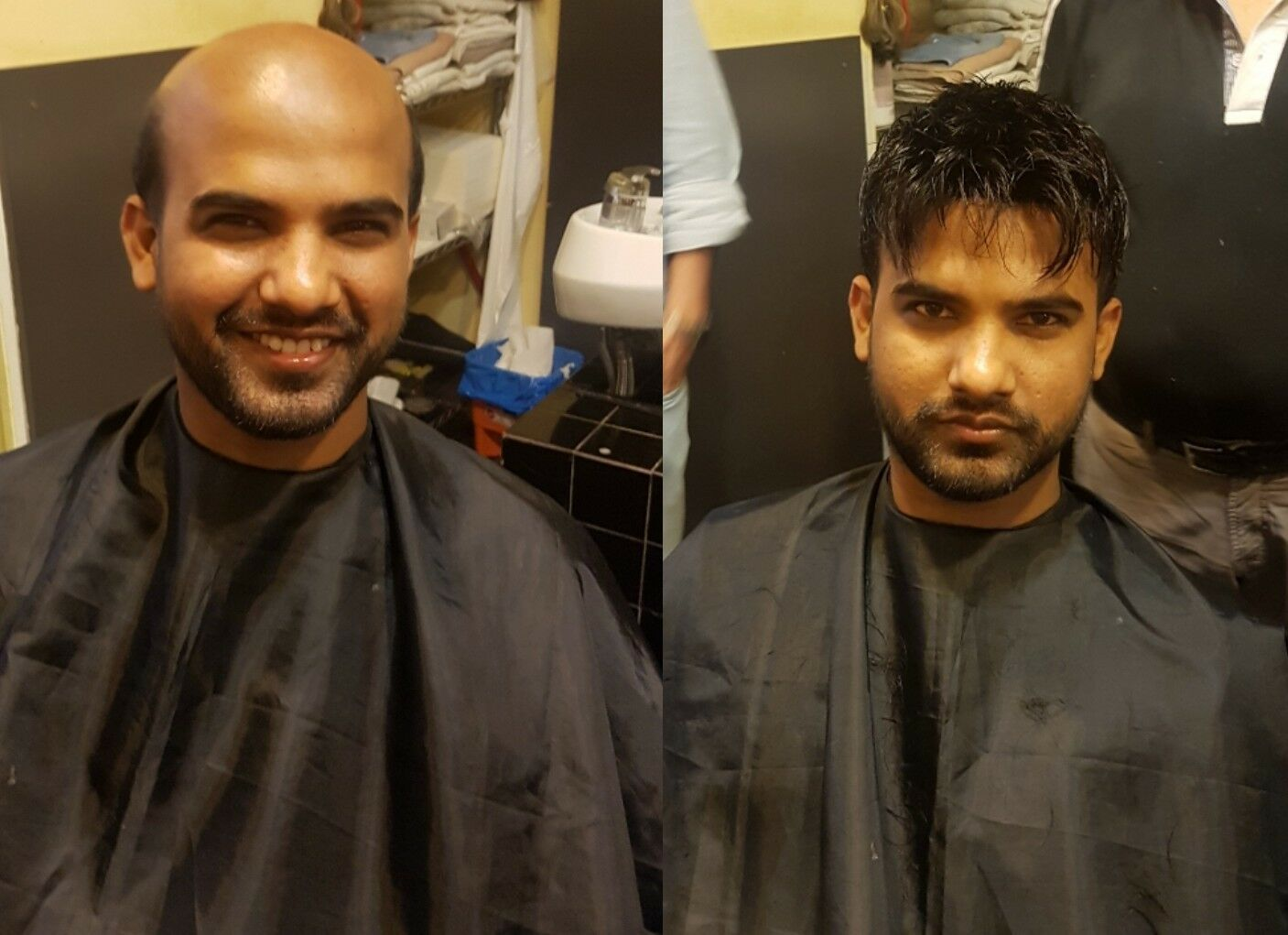
Uomo senza e con moderna parrucca (patch cutaneo), del tipo utilizzato per il trucco cinematografico

Per chi soffre di alopecia areata totale o universale è più indicata una protesi composta da una sottile calotta di silicone, uno strato ancor più sottile che imita il proprio colore della cute ed è fatta esattamente sullo stampo del cranio di chi deve indossarla. La tenuta in posizione sul capo è garantita da un collante e nastro biadesivo tale da permettere sia i bagni in piscina o in mare che sport con i capelli al vento. Se a questo si aggiunge un capello naturale non trattato di ottima qualità ecco che l'effetto finale raggiunge quanto di meglio si possa volere per chi soffre di alopecia areata totale o universale.

## Particolari tipologie di parrucche

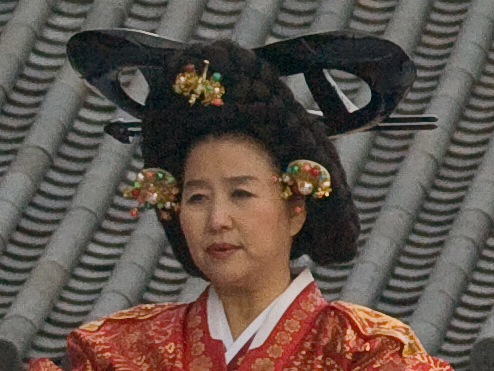
Donna coreana con indosso la gache

- Toupet (o toupee): parrucca alta, stretta verso le tempie e utilizzata per coprire parzialmente la calvizie. Un indossatore famoso fu Giulio Cesare
- Gache (o dari): parrucca molto grande utilizzata tra il 1600 e il 1800 durante la dinastia coreana di Joseon
- Sheitel: parrucca o mezza-parrucca, indossata dalle donne ortodosse ed ebree sposate
- Merkin: parrucca destinata alla zona pubica